# Lochmorhynchus griseus
Lochmorhynchus griseus är en tvåvingeart som först beskrevs av Macquart 1838.  Lochmorhynchus griseus ingår i släktet Lochmorhynchus och familjen rovflugor. Inga underarter finns listade i Catalogue of Life.